# 斯特里爾基夫
49°13′34″N 23°52′52″E / 49.22611°N 23.88111°E

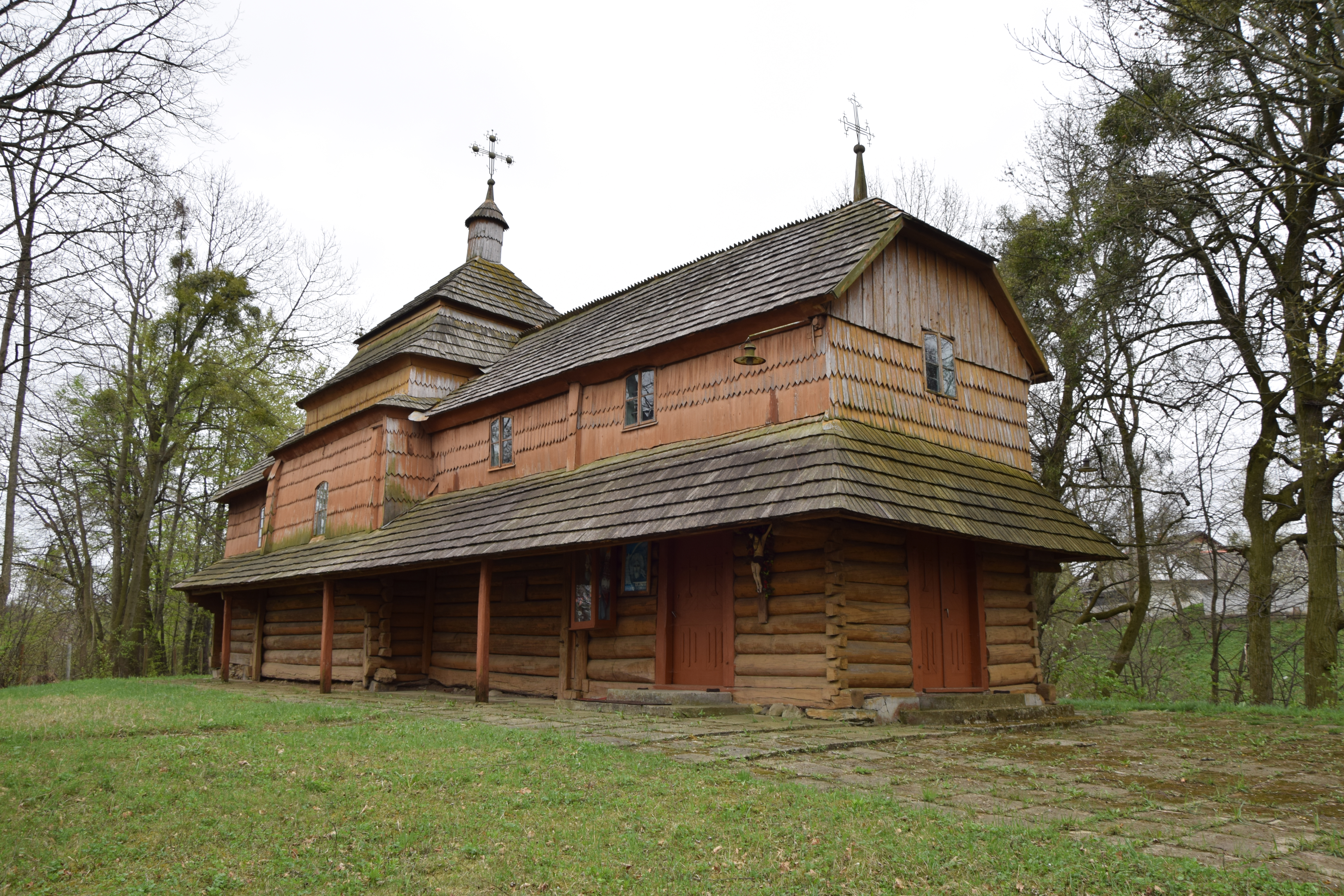
教堂

斯特里爾基夫（烏克蘭語：Стрілків），是烏克蘭的村庄，位於該國西部利沃夫州，由斯特雷區斯特雷市鎮負責管轄，始建於1482年，面積18.67平方公里，海拔高度317米，2001年人口1,301，人口密度每平方公里69.68人。